# Karakumkanalen
Karakumkanalen eller Turkmenbasji-kanalen (till minne av Saparmurat "Turkmenbasji" Nijazov) i Turkmenistan är med sina 1 445 km den längsta bevattningskanalen i världen. Den går genom Karakumöknen mellan Amu-Darja och staden Gökdepe nära huvudstaden Asjchabad och avleder 12–13 km³ vatten per år från Amu-Darja. Kanalen började byggas 1954 och togs i bruk 1967. Kanalen planeras att byggas ut mot hamnstaden Türkmenbaşy vid Kaspiska havet.
Karakumkanalen förser stora delar av landet med dricksvatten, däribland halva Asjchabad, och bevattnar de stora bomulls- och risfälten i landet. På grund av ineffektiv konstruktion försvinner dock ungefär hälften av vattnet längs vägen, vilket bland annat skapat problem med försaltning. Det stora avledandet av vatten från Amu-Darja är även en starkt bidragande orsak till Aralsjöns minskning. Läckaget har skapat en grund saltsjö mellan Murgabdalen och Tedjenoasen.
Vattnet från kanalen har en salthalt på 1,2–1,8 g/l. Halten av bakterier och andra mikroorganismer är hög och vattnet orsakar bland annat många fall av hepatit. I Asjchabad renas vattnet med klorgas och på många kolchoser används klortabletter, men på flera ställen har man inte tillgång till klorering.